# Ksaver Šandor Gjalski
Ksaver Šandor Gjalski pseudonimo di Ljubomil Tito Josip Franjo Babić (Gredice, 1854 – Gredice, 1935) è stato uno scrittore croato.

## Biografia

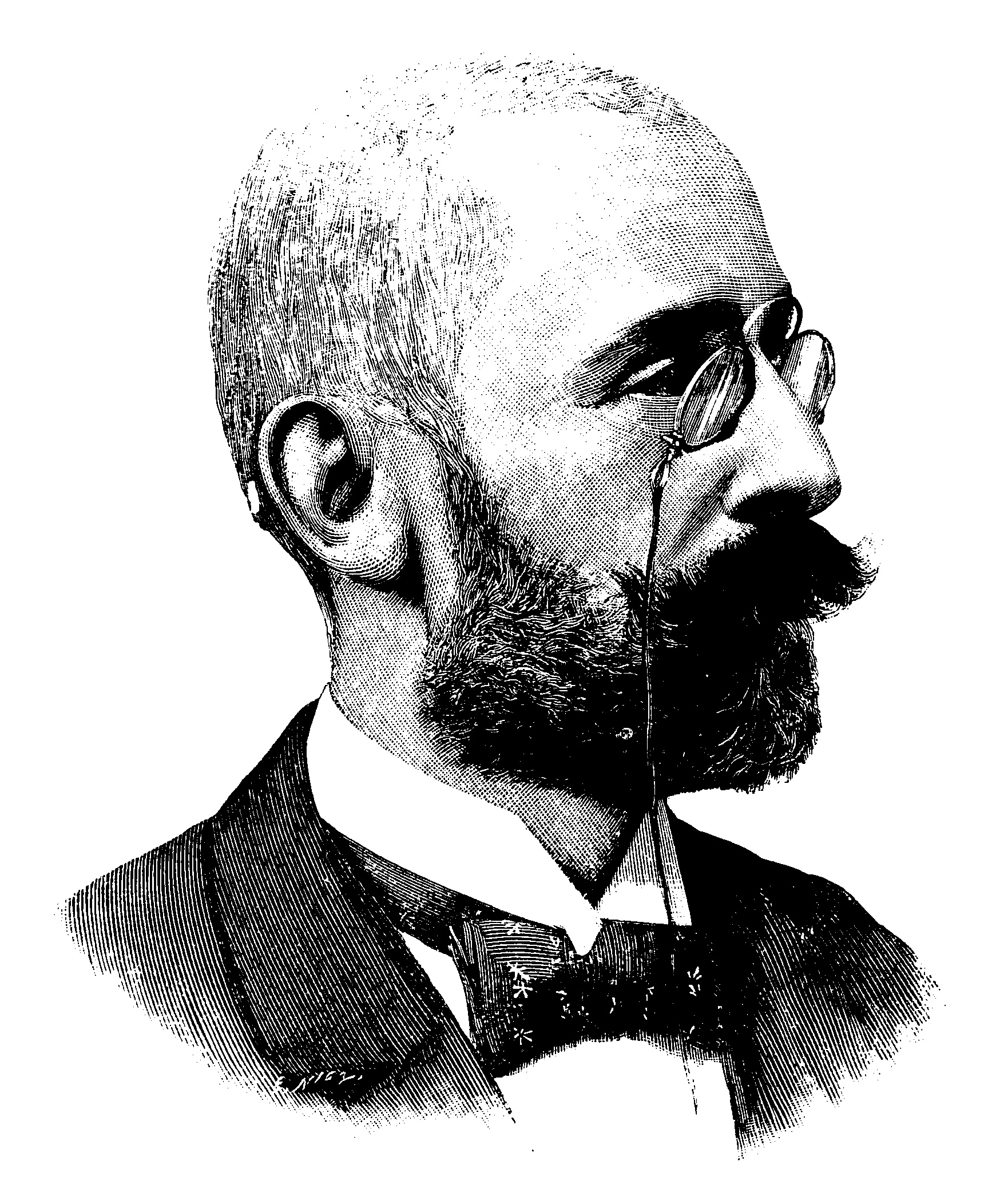
Ksaver Šandor Gjalski

Parallelamente all'attività letteraria ebbe cariche pubbliche nel settore amministrativo.
Dopo il suo prepensionamento, avvenuto nel 1898, in quanto non ben accetto dal regime di Khuen, assunse ruoli politici significativi per l'evoluzione del suo Paese e solamente nel 1920 si ritirò a vita privata.
La sua formazione culturale si completò grazie ad importanti soggiorni in Italia, Francia, Svizzera e Boemia.
La sua prima opera, intitolata Illustrissimus Bathorich, pubblicata nel 1884 venne inserita dai critici nel filone della letteratura russa realista ottocentesca. La trama dell'opera è incentrata sulla disperazione di un nobile per la scomparsa del suo vecchio mondo.
Il tema della decadenza del mondo aristocratico, Dalski lo ripropose sia con toni nostalgici sia con un soffuso compiacimento, nei racconti pubblicati nei libri Pod starim krovovima ("Sotto antichi tetti") del 1886 e Diljem Doma ("Per tutta casa") del 1899.
Anche nei romanzi pubblicati nel 1885, U novom dvoru ("Nella nuova casa") e Na rodenoj grudi ("Sulla zolla natia"), l'autore manifestò il declino della antica società affrettato dai moti del 1848 e dagli accordi austro-ungheresi del 1868.
Lo scrittore criticò ampiamente anche vari aspetti della vita croata a lui contemporanea, come ben evidenziato in U noći ("Di notte") del 1886, in Janko Borislavić del 1887, in Durdica Agićeva del 1889, come anche nelle novelle Tri pripovijesti bez naslova ("Tre racconti senza titolo") del 1887 e Bijedne price ("Novelle povere") del 1888.
La sua ultima fase creativa si risolse in una chiusura in sé stesso e in una via di uscita attraverso l'esplorazione di un mondo chimerico e fantasioso, a causa di una profonda paura degli incerti tempi nuovi.

## Opere principali
- Pod starimi krovovi, racconti, 1886
- Tri pripovijesti bez naslova, racconti, 1887
- U noći, romanzo 1886
- Bijedne priče, racconti, 1888
- Na rođenoj grudi, 1890
- Maričon, 1890
- Iz varmeđinskih dana, 1891
- Osvit, 1892
- Male pripovijesti, racconti, 1894
- Radmilović, romanzo, 1894
- Diljem doma, 1899
- Izlet Grincziger Pála na Magyar tenger, 1902
- Đurđica Agićeva, 1903
- Za materinsku riječ, 1906
- U novom dvoru, 1913
- K stogodišnjici moga oca, 1913
- Sveukupna djela Ksavera Šandora Gjalskog, 1912–14
- Ljubav lajtnanta Milića i druge pripovijetke, racconti, 1923
- Pronevjereni ideali, 1923
- Dolazak Hrvata, 1924
- Sveukupna djela, 6 volumi 1931–35
- Racconti,
- Naja, racconti, 1920